# Tamazula de Gordiano
Tamazula de Gordiano là một đô thị thuộc bang Jalisco, México. Năm 2005, dân số của đô thị này là 35987 người.